# NGC 1665
NGC 1665 (بالألمانية: NGC 1665) التي يرمز لها بالرمز NGC 1665، وSDSS J044817.08-052539.4، وLEDA 16044، و6dFGS gJ044817.1-052539، و2MASX J04481706-0525395، وPGC 16044، وMCG-01-13-009، وNPM1G -05.0218، هي مجرة، في كوكبة النهر.

## الاكتشاف
اكتشفت في 5 أكتوبر 1785، بواسطة ويليام هيرشل.